# Protium brasiliense
Protium brasiliense är en tvåhjärtbladig växtart som först beskrevs av Spreng., och fick sitt nu gällande namn av Adolf Engler. Protium brasiliense ingår i släktet Protium och familjen Burseraceae. Inga underarter finns listade i Catalogue of Life.